# 温德灵
温德灵是奥地利上奥地利州格里斯基尔兴县的一个市镇。总面积12.9平方公里，总人口803人，人口密度62.2人/平方公里（2005年）。